# Демянская наступательная операция (1943)
Демянская наступательная операция — наступательная операция советских войск Северо-Западного фронта и Особой группы генерал-полковника М. С. Хозина против 16-й немецкой армии группы армий «Север», проводившаяся 15—28 февраля 1943 года в ходе Великой Отечественной войны.
В результате проведения Демянской наступательной операции, которая представляла собой основную часть стратегического замысла операции «Полярная Звезда» и была скоординирована с действиями Ленинградского и Волховского фронтов, войска Северо-Западного фронта ликвидировали «демянский выступ», однако развить наступление согласно первоначальному плану им не удалось.

## Силы сторон

### СССР
Северо-Западный фронт, командующий — маршал С. К. Тимошенко, представитель Ставки Верховного Главнокомандования — маршал Г. К. Жуков:
- 1-я ударная армия, командующий — Г. П. Коротков.
- 11-я армия, командующий — П. А. Курочкин
- 27-я армия, командующий — С. Г. Трофименко
- 34-я армия, командующий — А. И. Лопатин
- 53-я армия, командующий — Е. П. Журавлев
- 6-я воздушная армия, командующий — Ф. П. Полынин.

Особая группа генерал-полковника М. С. Хозина:
- 1-я танковая армия, командующий — М. Е. Катуков
- 68-я армия, командующий — Ф. И. Толбухин.

В оперативном подчинении штаба фронта — 2-я ударная авиационная группа

### Германия
Группа армий «Север», командующий — генерал-фельдмаршал Георг фон Кюхлер.
- 16-я армия, командующий — генерал-полковник Эрнст Буш: 2-й, 10-й армейские корпуса, оперативные группы Хёне и Тимана.
- 1-й воздушный флот, командующий — генерал-полковник Альфред Келлер.

## Боевые действия в районе Демянска в 1942 году
В начале 1942 года войска Северо-Западного фронта, действуя на Старорусском направлении, сумели добиться значительного успеха — окружить основные силы 2-го армейского корпуса 16-й немецкой армии в районе Демянска. Однако ликвидировать немецкую группировку не удалось. Более того, 21 апреля немецкая оперативная группа «Зейдлиц» сумела восстановить сухопутную связь с окружённой группировкой, пробив в советской обороне так называемый «рамушевский коридор» шириной 6—8 км. Советские войска неоднократно пытались перерезать коридор, но операции, проходившие 3—20 мая, 17—24 июля, 10—21 августа и 15—16 сентября, не увенчались успехом.
В начале октября 1942 года Ставка Верховного Главнокомандования сместила с должности командующего Северо-Западным фронтом генерал-лейтенанта П. А. Курочкина. Назначенный на эту должность маршал С. К. Тимошенко получил категорический приказ И. В. Сталина в кратчайший срок разгромить демянскую группировку противника.
Из-за осенней распутицы новое наступление удалось начать только 28 ноября. Ожесточённые бои продолжались почти две недели, но ощутимых результатов советским войскам добиться не удалось. Несмотря на неудачу, 23 декабря войска Северо-Западного фронта в соответствии с директивой Ставки № 170702 от 8 декабря начали новую операцию силами 1-й ударной и 11-й армий с целью «прорвать горловину демянской группировки противника», но к 13 января 1943 года так и не сумели взломать немецкую оборону. Ввод в наступление 34-й и 53-й армий для разгрома собственно демянской группировки успеха не принёс.

## План наступления в феврале 1943 года
В январе 1943 года советское командование, воодушевленное успехом операции «Искра», приняло решение предпринять общее наступление на северо-западном направлении под кодовым наименованием «Полярная Звезда». В конечном итоге планировалось совместными действиями войск Северо-Западного, Ленинградского и Волховского фронтов, а также специально созданной Особой группы генерал-полковника М. С. Хозина окружить и уничтожить всю немецкую группу армий «Север» и полностью освободить Ленинградскую область. Координация действий советских войск в операции «Полярная Звезда» была возложена на маршала Г. К. Жукова, назначенного представителем Ставки Верховного Главнокомандования на Севро-Западном фронте. Таким образом, очередная операция по ликвидации демянской группировки противника должна была стать важнейшим этапом в реализации этого плана.
Детально задачи советских войск в Демянской наступательной операции были сформулированы в директивах Ставки от 6 февраля № 30039 и № 30042.
Согласно плану советского командования, соединения 1-й ударной и 27-й армий Северо-Западного фронта должны были начать операцию 19 февраля, примерно через десять дней после начала наступления войск Ленинградского и Волховского фронтов. Остальные армии Северо-Западного фронта (34-я, 53-я и 11-я) должны были присоединиться к наступлению позднее.
Соединения 1-й ударной армии, наступая на «рамушевский коридор» с юга, должны были прорвать оборону противника на участке Шотово — Овчинниково и двигаться на соединение с 27-й армией, наступавшей из района Пенно — Борисово на коридор с севера. В районе Онуфриево — Соколово планировалось замкнуть кольцо окружения. В дальнейшем войска 1-й ударной армии должны были уничтожить немецкие войска в «рамушевском коридоре» и обеспечить ввод в прорыв соединений Особой группы Хозина, а 27-я армия — наступать на запад с целью уничтожения группировки противника в районе Старой Руссы. После выполнения этой части плана 27-я армия переходила в подчинение командующему Особой группой и должна была основными силами совместно с 68-й армией стремительно развивать наступление в направлении Луги, а частью сил вместе с 52-й армией Волховского фронта — освободить Новгород.
Особой группе ставилась задача, наступая в направлении Луги, Струг Красных, Порхова и Дна, перерезать коммуникации группы армий «Север» и не допустить подхода частей противника на помощь демянской и ленинградско-волховской группировкам. В дальнейшем, развивая наступление в направлениях Пскова и Нарвы, Особая группа должна была полностью окружить, а затем во взаимодействии с войсками Ленинградского и Волховского фронтов уничтожить группу армий «Север».
Для достижения наибольшей стремительности наступления советское командование намеревалось провести десантную операцию для захвата важного железнодорожного узла Дно, для чего в состав 68-й армии Особой группы были включены 5 гвардейских воздушно-десантных дивизий.

## Ход боевых действий
Подготовка крупномасштабного наступления советских войск на северо-западном направлении в начале 1943 года не стала неожиданностью для немецкого командования. Понимая, что очередной раз удержать демянский плацдарм будет крайне тяжело, командующий группой армий «Север» Георг фон Кюхлер в первой половине января обратился к А. Гитлеру с просьбой разрешить отвод войск на рубеж Старая Русса — Холм. Сначала Гитлер ответил решительным отказом, но 29 января всё-таки был вынужден разрешить эвакуацию войск с демянского плацдарма. Сразу же командование 16-й армии приступило к реализации уже подготовленного плана «Очистка чердака» (в других источниках — «Цитен»). При этом немецкие войска продолжали до последнего момента оборонять занимаемые позиции, хорошо оборудованные в инженерном отношении. Особенно мощной была оборона «рамушевского коридора», где плотность минирования достигла 1200—1500 мин на километр, а через каждые 300—350 метров располагались доты и дзоты.
Согласно первоначальному плану операции, войска Северо-Западного фронта должны были перейти в наступление 19 февраля. Из-за испортившейся погоды армии фронта и Особой группы Хозина не успели закончить перегруппировку, и начало операции было отложено на несколько дней. Разведка предоставила советскому командованию данные, что немцы начали отход из демянского выступа. Действительно, немецкое командование начало постепенный вывод войск: до 16 февраля вывозились ненужные дивизиям припасы и оборудование, а 17 февраля был отдан приказ на начало вывода основных сил.
В создавшейся обстановке советское командование отдало приказ начать наступление немедленно имеющимися войсками.
15 февраля 11-я и 53-я армии начали наступление с целью перерезать рамушевский коридор, а 34-я армия перешла в наступление северо-восточнее Демянска. Встретив ожесточённое сопротивление, советские войска не сумели перерезать рамушевский коридор и помешать немцам осуществить план эвакуации.
20 февраля Ставка Верховного Главнокомандования рекомендовала Г. К. Жукову начать наступление 27-й, 1-й ударной армий и Особой группы на 3-4 дня раньше установленной даты ввиду того, что «в районе Демянска противник начал поспешно отводить свои части на запад». 23 февраля 27-я армия перешла в наступление в районе южнее Старой Руссы, а 1-я ударная армия — у основания рамушевского коридора, пытаясь не дать уйти противнику за реку Ловать. К этому моменту немецкие войска уже оставили большую часть плацдарма, а непосредственно Демянск был покинут частями 2-го армейского корпуса 22 февраля. Несмотря на ожесточённые атаки, советским войскам так и не удалось взломать оборону рамушевского коридора. 28 февраля наступление советских войск было остановлено, так и не достигнув поставленных целей.
1 марта командующий 16-й армии объявил о завершении эвакуации войск из демянского выступа, дивизии которого позволили немецкому командованию значительно уплотнить оборону, что резко изменило обстановку.

## Итоги операции
Демянский выступ удерживался немецкими войсками более года в расчёте на проведение крупномасштабной операции по окружению советских войск сходящимися ударами из районов Демянска и Ржева. В марте советские войска заставили противника оставить демянский плацдарм и отступить за реку Ловать. Практически в то же время немецкие войска оставили и Ржевско-вяземский выступ. Так была ликвидирована даже теоретическая возможность немецкого наступления на московском направлении.
В сообщении Совинформбюро от 1 марта 1943 года под заголовком «Ликвидация укреплённого плацдарма противника в районе Демянска» говорилось:

За восемь дней боёв войска, неотступно преследуя противника, освободили 302 населённых пункта, в том числе город Демянск и районные центры Лычково, Залучье. Очищена от противника территория площадью 2350 квадратных километров. За восемь дней боёв наши войска захватили в плен 3000 немецких солдат и офицеров… Противник оставил на поле боя более 8000 трупов.
Вместе с тем, достигнутые результаты были достаточно скромными, и основные задачи, которые были поставлены перед войсками Северо-Западного фронта перед началом операции, решены не были. Войска Ленинградского и Волховского фронтов также не добились существенных результатов. Таким образом, осуществить план «Полярная Звезда» в феврале 1943 года советским войскам не удалось.

На Северо-Западном фронте мы, безусловно, частично выиграли в оперативном отношении, так как создали угрозу окружения демянской группировки, изрядно её побили, заставили противника отступить и тем самым отказаться в будущем здесь от активных действий. В то же время мы прогадали в том, что противник получил резервы за счёт вывода из демянского «котла» своих войск для прикрытия важного оперативного направления, намеченного нами для удара.— Маршал артиллерии Н. Н. Воронов
Несмотря на это, советское командование приняло решение о подготовке нового наступления с целью реализовать план «Полярная Звезда» в марте, но уже с более скромными целями.

## Потери сторон
Потери Северо-Западного фронта в ходе проведения операции, в период 15—28 февраля 1943 года, составили 33 663 человека, из них 10 016 — безвозвратные, а 23 647 человек — санитарные.
Потери 16-й немецкой армии с 16 по 28 февраля 1943 года составили 6916 человек убитыми, ранеными и пропавшими без вести (из них безвозвратные потери — 1718).

### Документы
- Русский архив: Великая Отечественная. Ставка ВГК: Документы и материалы. 1943 год / Под ред. В. А. Золотарёва. — М.: Терра, 1999. — Т. 16(5-3). — 360 с. — ISBN 5-300-02007-9.
- Потери группы армий «Север» в I полугодии 1943 года / Национальный архив США.

Директивы Ставки Верховного Главнокомандования
- Директива Ставки ВГК от 8 декабря 1942 года № 170702.
- Доклад командующего войсками Северо-Западного фронта от 14 января 1943 года № 0080.
- Директива Ставки ВГК от 30 января 1943 года № 46025.
- Директива Ставки ВГК от 6 февраля 1943 года № 30039.
- Директива Ставки ВГК от 6 февраля 1943 года № 30042.
- Директива Ставки ВГК от 20 февраля 1943 года № 30052.

### Биографии
- Португальский Р. М., Доманк А. С., Коваленко А. П. Маршал С. К. Тимошенко: Жизнь и деятельность. — М.: Издательство МОФ «Победа − 1945 год», 1994. — 432 с. — ISBN 5-7449-0013-6.

### Мемуары
- Катуков М. Е. На острие главного удара / Литературная запись В. И. Титова. — М.: Воениздат, 1974.
- Воронов Н.Н. На службе военной. — М.: Воениздат, 1963.

### Исторические исследования
- На Северо-Западном фронте: 1941—1943. [Сборник статей] / Под ред. П. А. Жилина; сост. Ф. Н. Утенков. — М.: Наука, 1969. — 447 с.
- Гланц Д. Битва за Ленинград: 1941—1945 / Пер. У. Сапциной. — М.: Астрель, 2008. — 640 с. — ISBN 978-5-271-21434-9.
- Исаев А. В. Когда внезапности уже не было. История ВОВ, которую мы не знали. — М.: Эксмо, 2006. — 496 с. — ISBN 5-699-11949-3.
- Кривошеев Г. Ф. Россия и СССР в войнах XX века. Потери вооружённых сил: Статистическое исследование. — М.: Олма-пресс, 2001. — 320 с. — ISBN 5-17-024092-9.
- Петров Д. Д. Якутяне в боях на озере Ильмень. — Якутск: ЯГУ, 2003. — 31 с. (недоступная ссылка)
- Шигин Г. А. Битва за Ленинград: крупные операции, «белые пятна», потери / Под ред. Н. Л. Волковского. — СПб.: Полигон, 2004. — 320 с. — ISBN 5-17-024092-9.

### Публицистика
- Сяков Ю. А. Численность и потери германской группы армий «Север» в ходе битвы за Ленинград (1941—1944) // Журнал «Вопросы истории». — 2008. — № 1.